# 20世紀日本の経済人
『20世紀日本の経済人』（にじゅっせいき にほんのけいざいじん）は、1999年に日本経済新聞で1年間連載されていた読み物、ならびにそれを原作とするテレビ東京製作のドキュメンタリー番組。いずれも、日本の20世紀を支えた偉大なる企業家・財界人の生い立ちと業績を取り上げていたヒューマンドキュメンタリーである。以下、断りの無い限りはテレビ版について記述する。
テレビ版は2000年4月1日から同年12月20日までテレビ東京系列局で放送。「大和証券グループヒューマンドキュメント」というサブタイトルを冠していた。星野知子が案内役を、水木一郎が番組テーマソングを担当していた。

## 取り上げられた人物
- 4月1日放送分:石坂泰三
- 4月15日放送分:松永安左エ門
- 4月22日放送分:山下太郎
- 4月29日放送分:岩崎小弥太
- 5月6日放送分:松下幸之助
- 5月13日放送分:本田宗一郎
- 5月20日放送分:渋沢栄一
- 5月27日放送分:小林一三
- 6月24日放送分:益田孝
- 7月22日放送分:安田善次郎
- 7月29日放送分:五島慶太
- 8月5日放送分:御木本幸吉
- 8月12日放送分:福澤桃介
- 8月19日放送分:大倉和親
- 8月26日放送分:鮎川義介
- 9月2日放送分:吉本せい
- 9月9日放送分:石橋正二郎
- 9月16日放送分:櫻田武
- 9月23日放送分:土光敏夫
- 10月11日放送分:福原有信
- 10月18日放送分:山本為三郎
- 10月25日放送分:早川徳次
- 11月1日放送分:水野利八
- 11月8日放送分:森永太一郎
- 11月15日放送分:服部金太郎
- 11月22日放送分:鳥井信治郎
- 11月29日放送分:御手洗毅
- 12月6日放送分:吉田忠雄
- 12月13日放送分:立石一真
- 12月20日放送分:大原孫三郎

## 放送時間
いずれも日本標準時。
- 土曜 10:00 - 10:25 （2000年4月1日 - 2000年9月23日）
- 水曜 22:28 - 22:54 （2000年10月11日 - 2000年12月20日）

| テレビ東京系列 土曜10:00枠                                        | テレビ東京系列 土曜10:00枠                             | テレビ東京系列 土曜10:00枠 |
| 前番組                                                            | 番組名                                                 | 次番組 |
| ----------------------------------------------------------------- | ------------------------------------------------------ | --- |
| 知ってる介!護 （1999年10月2日 - 2000年3月25日） ※日曜7:00枠へ移動 | 20世紀日本の経済人 （2000年4月1日 - 2000年9月23日）    | 大前研一のガラポン2000!! （2000年10月7日 - 2001年3月31日） ※土曜11:00枠から移動                                                                                    |
| テレビ東京系列 水曜22:28枠                                        |                                                        | |
| ラブひな （2000年4月19日 - 2000年9月27日）                        | 20世紀日本の経済人 （2000年10月11日 - 2000年12月20日） | 水曜女と愛とミステリー （2001年1月10日 - 2005年3月30日） ※20:54 - 22:48商品降臨 / あすの天気 （2001年1月10日 - 2001年9月26日） ※22:48 - 22:54、水曜21:54枠から移動 |